# Geschichte der Juden in Saudi-Arabien

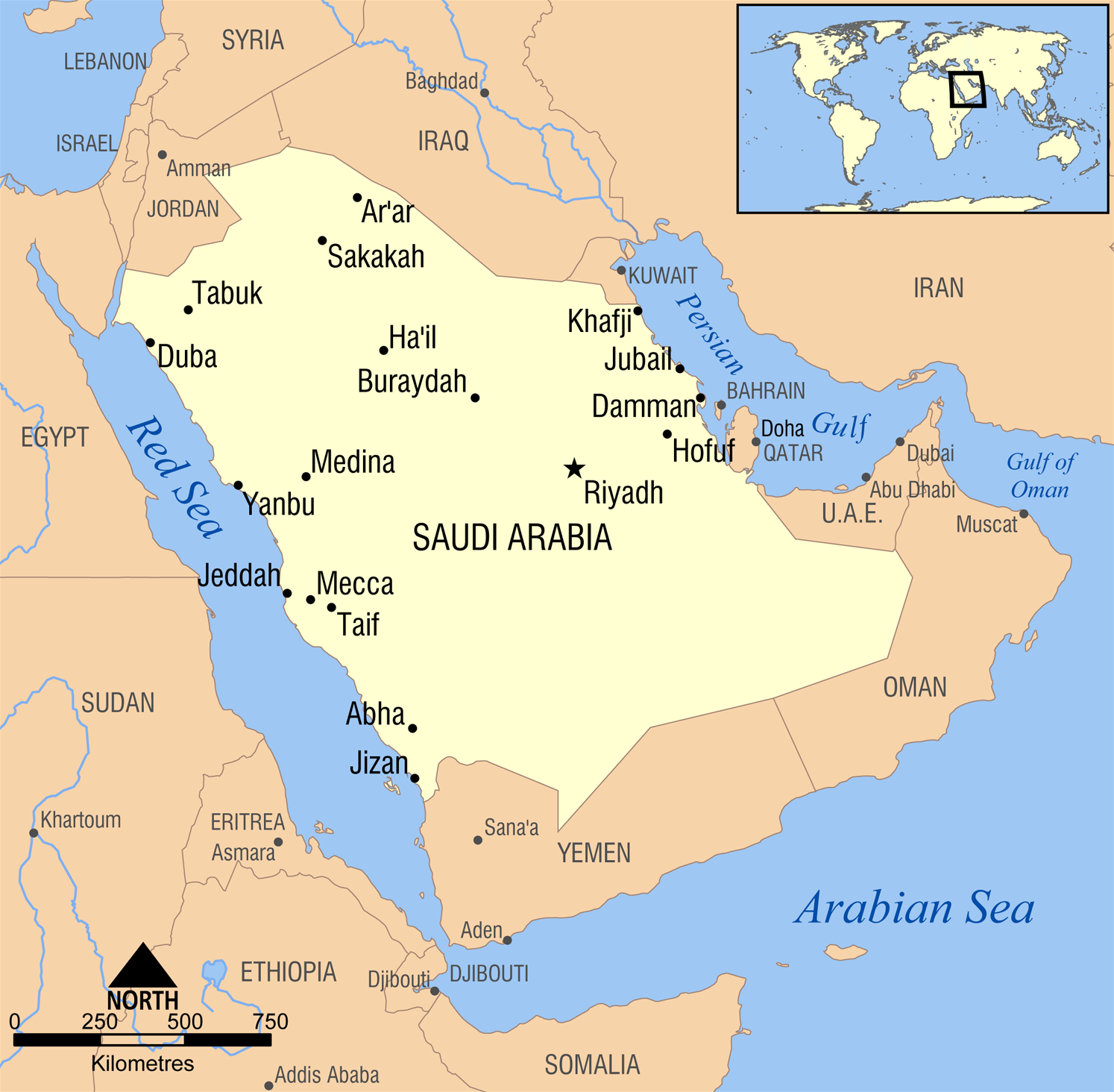
Karte des Gebiets des heutigen Saudi-Arabiens

Die Geschichte der Juden in Saudi-Arabien reicht bis ins 1. Jt. v. Chr. zurück. Heute ist jüdischer Gottesdienst im Königreich Saudi-Arabien verboten.

## Frühgeschichte
Nach einigen Berichten tauchten Juden erstmals in der Zeit des ersten Tempels im Gebiet des heutigen Saudi-Arabien auf. Ernsthafte Einwanderung in die Arabische Halbinsel begann im 2. Jahrhundert AD. Im 6. und 7. Jahrhundert gab es eine größere jüdische Bevölkerung in Hedschas.

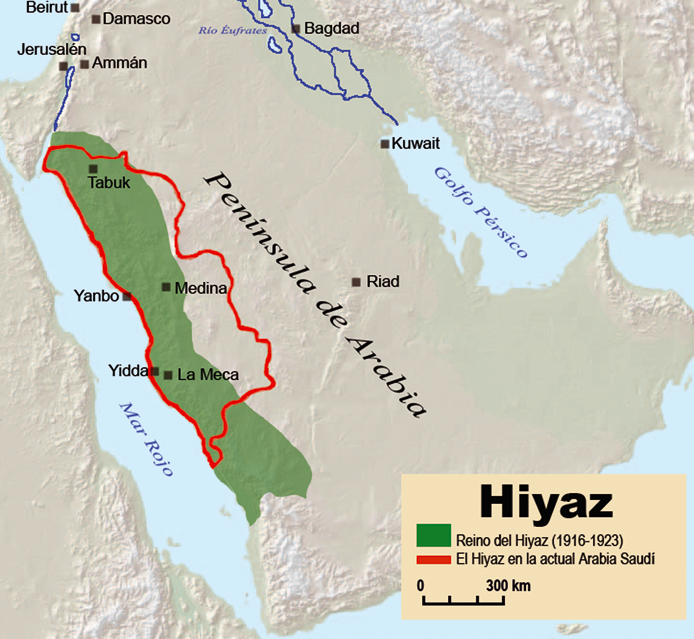
Region von Hedschas (Rote)

## Die Stämme von Medina
Es gab drei Hauptstämme der Juden in Medina vor dem Anstieg des Islam: Banu Nadir, Banu Qainuqa und Banu Qurayza.

## Die Reise von Benjamin von Tudela

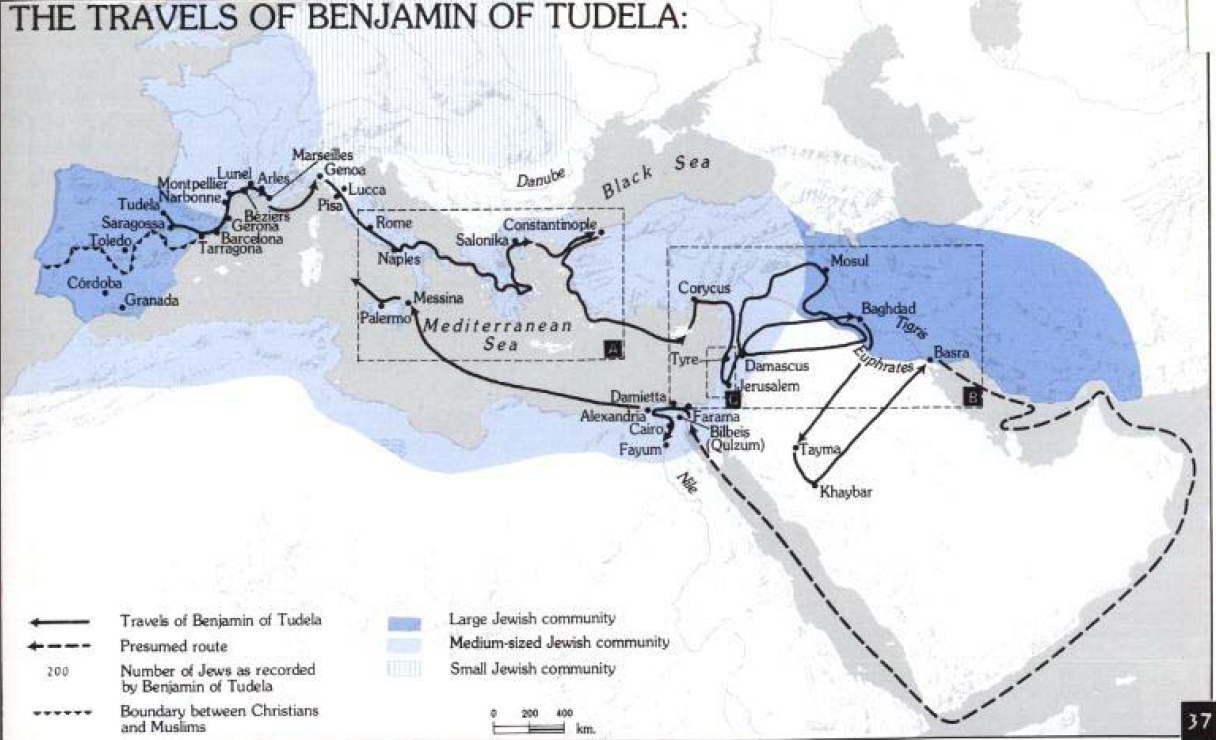
Karte der Route

Rabbi Benjamin von Tudela ging auf eine Reise von 1165 bis 1173 um entlegene jüdische Gemeinden zu besuchen. Er hat auch das Gebiet des heutigen Saudi-Arabien erreicht. Die Karte seiner Route zeigt, dass er Juden in Tayma und Chaibar gefunden hat. (Im Jahre 629 fand der Feldzug von Chaibar zwischen Mohammed und den jüdischen Gemeinde der Stadt statt.) Die Reise Tudelas begann als eine Pilgerfahrt nach dem Heiligen Land. Seine Gründe für die Reise sind umstritten.

## Neuzeit
Heute gibt es praktisch keine jüdische Präsenz in Saudi-Arabien. Bevölkerungszählungen erwähnen keine Juden.
Personen mit einem israelischen Regierungsstempel in ihrem Pass, oder Personen, die offen jüdisch leben, werden in das Königreich nicht hineingelassen. In den 1970er Jahren mussten Ausländer, die im Königreich zu arbeiten wünschten, eine schriftliche Erklärung unterschreiben, dass sie nicht jüdisch sind.
Im Dezember 2014 veröffentlichte The Jerusalem Post einen Bericht der saudischen Tageszeitung Al-Watan, wonach das saudische Arbeitsministerium Angehörigen verschiedener Religionen, darunter auch Juden, Arbeitsbewilligungen in Saudi-Arabien ausstellt. Israelische Staatsangehörige erhalten keine Einreisebewilligung, wohl aber jüdische Bürger anderer Staaten.
In der Praxis sind christliche und jüdische Gottesdienste ausschließlich in Privathäusern zulässig, Christen und Juden in Saudi-Arabien dürfen jedoch keine Muslime einladen.